# 古河サーキットフォイル
古河サーキットフォイル株式会社（ふるかわサーキットフォイル、英文社名：Furukawa Circuit Foil Co., Ltd.）は栃木県日光市荊沢601-2に本社が置かれていた、古河グループの電解銅箔製造メーカーであった。現在は古河電気工業株式会社に吸収合併されて、同社金属カンパニー銅箔事業部となっている。

## 主力製品・事業
- 電解銅箔
- RCC(樹脂付銅箔)

## 主要事業所
- 本社 - 栃木県日光市荊沢601-2
- 今市工場 - 栃木県日光市荊沢601-2
- 今市東工場 - 栃木県日光市針貝1066-24

### 海外拠点
- 中華民国　台北
- 中華人民共和国

## 沿革
- 1956年 - 古河電気工業(株)日光電気精銅所で電解銅箔の製造研究開始
- 1958年 - 古河電気工業(株)中央研究所にて接着剤の製造と塗布方法の研究開始
- 1958年 - 連続ドラム方式による電解設備が完成
- 1959年 - 電解ドラム11基と連続塗布設備2基設置、生産能力20,000枚/月で製造開始
- 1959年 - 接着剤付銅箔の販売開始
- 1970年 - 古河電工と米国イエーツ社との合弁により古河サーキットフォイル(株)を設立
- 1972年 - 栃木県今市市荊沢に今市工場(第1工場)完成
- 1975年 - 今市工場内に接着剤塗布工場完成
- 1980年 - 今市工場内に第2工場完成
- 1985年 - 今市工場内に研究開発棟完成
- 1986年 - 栃木県今市市針貝に今市東工場完成
- 1990年 - 米国イエーツ社を古河電工とアルベド社(ルクセンブルク)が買収
- 1996年 - 台湾に電解銅箔を製造する合弁会社を設立
- 1997年 - 米国イエーツ社を売却、同時に古河サーキットフォイル(株)は古河電工の100%子会社となる
- 1998年 - 東工場内にRCC用塗工機が完成し、OEM事業を開始する
- 2002年 - 香港に電解銅箔販売会社(古河銅箔(香港)有限公司)を設立
- 2009年 - 親会社である古河電気工業（株）に吸収合併される。

## 関連会社

### 国内グループ企業
- エフシーエフ産業株式会社